# Welserové
Welserové (německy Welser) jsou původem německý šlechtický rod. 

## Historie rodu

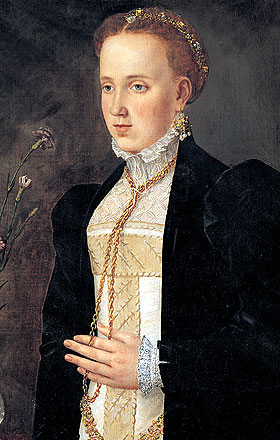
Filipína Walserová

Předkové Welserů byli patriciji v Augsburgu a v Norimberku. První zmínky o augsburské linii existují od roku 1246. K roku 1420 doložena první jimi vedená firma. 
V 16. století se vedle rodiny Fuggerů stali předními evropskými bankéři panovníků Svaté říše, především císaře Karla V. a velkoobchodníky vlastnícími řadu faktorií v Evropě i v zámoří. Vlastnili podniky v Antverpách, Lyonu, Madridu, Seville, Lisabonu, Benátkách, Janově, Neapoli a Římě ad., ale např. také ve Venezuele. 
Norimberští Welserové se silně angažovali v oblasti těžby cínu a mědi v Durynsku a Čechách, ale také v těžbě stříbra v Tyrolích.
Členka rodu Filipína Welserová se roku 1557 stala morganatickou manželkou českého místodržícího arcivévody Ferdinanda II. Tyrolského. 
Augsburská welserská obchodní společnost zkrachovala 1. července 1614. Rod se průběhem času rozdělil do několika linií a pokračuje dodnes.